# Geniates clavipalpus
Geniates clavipalpus är en skalbaggsart som beskrevs av Hermann Burmeister 1844. Geniates clavipalpus ingår i släktet Geniates och familjen Rutelidae. Inga underarter finns listade i Catalogue of Life.